# Detlef Jericke
Detlef Jericke (* 1953) ist ein deutscher evangelischer Theologe und Alttestamentler.

## Leben
Von 1973 bis 1980 studierte Jericke Evangelische Theologie und der Germanistik in Tübingen und Zürich. Nach dem Staatsexamen 1979 (Evangelische Theologie/Germanistik) und der I. Evangelisch-theologischen Dienstprüfung 1980 machte er 1981 einen dreimonatigen Studienaufenthalt in Israel (École biblique et archéologique française de Jérusalem). Von 1981 bis 1985 war er wissenschaftlicher Angestellter am Biblisch-Archäologischen Institut der Universität Tübingen für den Sonderforschungsbereich 19 Tübinger Atlas des Vorderen Orients (TAVO). 1984 war er Stipendiat des Deutschen Evangelischen Instituts für Altertumswissenschaft des Heiligen Landes als Teilnehmer des Archäologischen Lehrkurses in Israel und Jordanien. Von 1988 bis 1990 machte er ein Ausbildungsvikariat bei der Württembergischen Landeskirche. Nach der II. Evangelisch-theologischen Dienstprüfung 1990 war er von 1992 bis 1993 Lehrbeauftragter für Deutsch als Fremdsprache. Nach der Promotion 1993 zum Dr. theol. an der Humboldt-Universität zu Berlin war er von 1993 bis 1994 wissenschaftlicher Angestellter an der Evangelisch-Theologischen Fakultät der Universität Tübingen. Von 1994 bis 1997 war er Stipendiat der Deutschen Forschungsgemeinschaft. 1995 machte er einen zweimonatigen Studienaufenthalt in Israel. Von 1995 bis 1998 war er Lehrbeauftragter für Biblische Archäologie an der Evangelisch-Theologischen Fakultät der Universität Mainz. Von 1998 bis 2002 war er Lehrbeauftragter für Biblische Archäologie an der Theologischen Fakultät der Universität Heidelberg. Von 1999 bis 2004 war er wissenschaftlicher Angestellter am Biblisch-Archäologischen Institut der Universität Tübingen (DFG-Projekt Handbuch der alttestamentlichen Topographie). Nach der Habilitation 2004 an der Theologischen Fakultät der Universität Heidelberg war er von 2005 bis 2006 Redaktionsassistent im Verlag Mohr Siebeck, Tübingen (Redaktion des Handwörterbuchs Religion in Geschichte und Gegenwart, 4. Auflage). 2007 war er wissenschaftlicher Mitarbeiter an der Theologischen Fakultät der Universität Heidelberg: DFG-Forschungsprojekt „Die Ortsangaben im Buch Deuteronomium“ (Leitung Jan Christian Gertz), 2010 ebendort im DFG-Forschungsprojekt „Die Ortsangaben im Buch Genesis“. 2017 war er wissenschaftlicher Mitarbeiter an der Katholischen Fakultät der Universität Trier: DFG-Forschungsprojekt „Die Ortsangaben im Buch Josua“ (Leitung Erasmus Gaß). Seit dem 1. Dezember 2018 ist er im Ruhestand.

## Schriften (Auswahl)
- Die Landnahme im Negev. Protoisraelitische Gruppen im Süden Palästinas. Eine archäologische und exegetische Studie. Wiesbaden 1997, ISBN 3-447-03895-0.
- Abraham in Mamre. Historische und exegetische Studien zur Region von Hebron und zu Genesis 11,27–19,38. Leiden 2003, ISBN 90-04-12939-1.
- Regionaler Kult und lokaler Kult. Studien zur Kult- und Religionsgeschichte Israels und Judas im 9. und 8. Jahrhundert v. Chr. Wiesbaden 2010, ISBN 978-3-447-06253-4
- Die Ortsangaben im Buch Genesis. Ein historisch-topographischer und literarisch-topographischer Kommentar. Göttingen 2013, ISBN 3-525-53610-0.